# Beiszer Nunatak
Il Beiszer Nunatak è un nunatak antartico, picco roccioso isolato alto 1.630 m, situato 2 km a sud del Ray Nunatak, all'estremità sudoccidentale del Forrestal Range, nei Monti Pensacola, in Antartide. 
Il nunatak è stato mappato dall'United States Geological Survey (USGS) sulla base di rilevazioni e foto aeree scattate dalla U.S. Navy nel periodo 1956-66.
La denominazione è stata assegnata dall'Advisory Committee on Antarctic Names (US-ACAN) in onore di John E. Beiszer, meccanico delle fusoliere di aereo presso la Stazione Ellsworth nell'inverno del 1957.